# British Rail Class 144
British Rail Class 144 "Pacer" – typ spalinowych zespołów trakcyjnych budowanych w latach 1986-1987. Należy do rodziny pociągów "Pacer", będącej owocem współpracy BREL z firmami wyspecjalizowanymi w produkcji autobusów, w tym przypadku Walter Alexander Coachbuilders. Łącznie dostarczono 23 składy tej klasy. Wszystkie są obecnie eksploatowane przez firmę Northern Rail. 

## Linki zewnętrzne

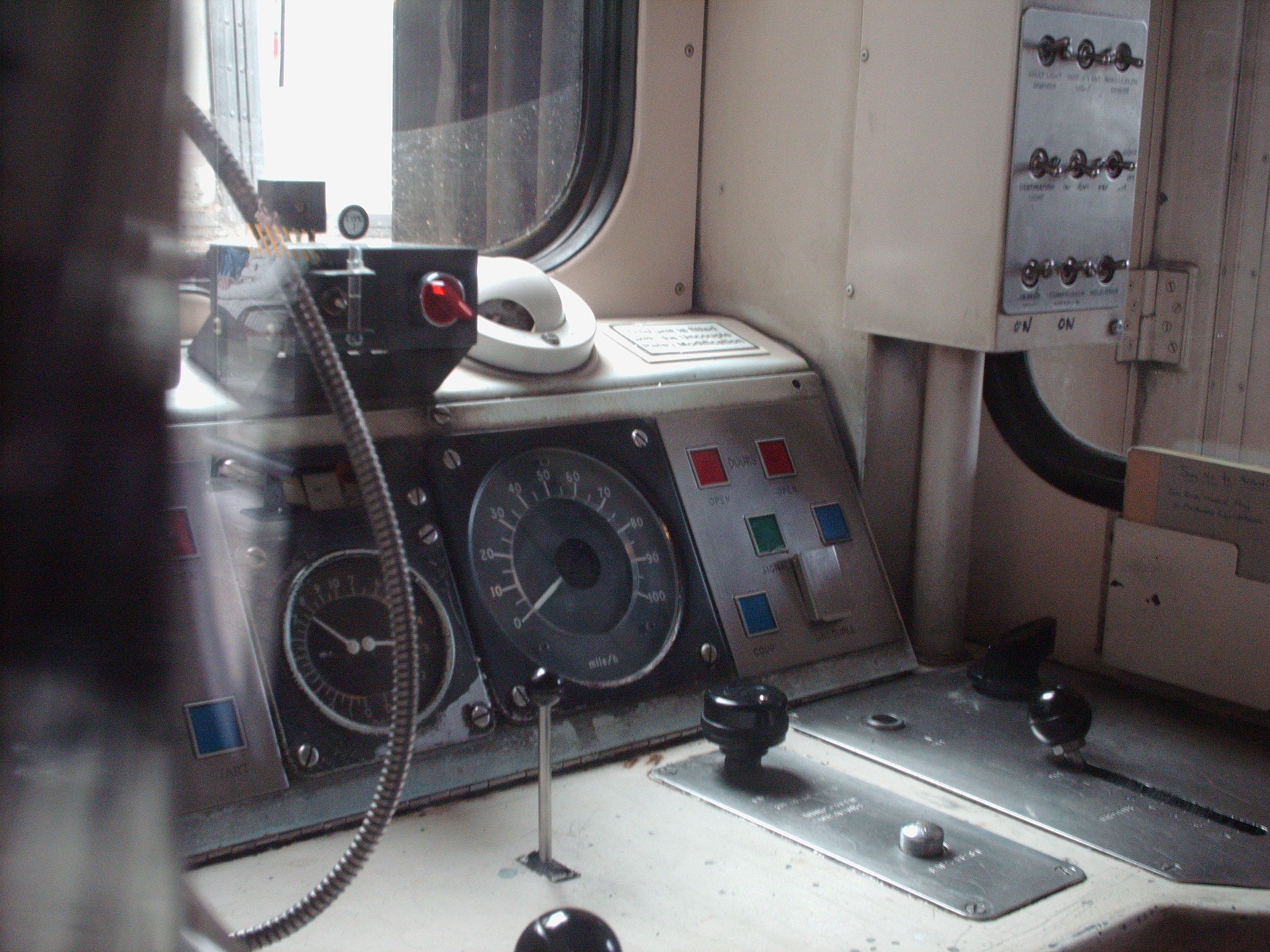
Wnętrze kabiny maszynisty